# Salsola richteri
Salsola richteri är en amarantväxtart som först beskrevs av Horace Bénédict Alfred Moquin-Tandon, och fick sitt nu gällande namn av Grigorij Silych Karelin och Dmitrij Litvinov. Salsola richteri ingår i släktet sodaörter, och familjen amarantväxter. Utöver nominatformen finns också underarten S. r. androssowii.